# Clethra barbinervis
Clethra barbinervis là một loài thực vật có hoa trong họ Clethraceae. Loài này được Siebold & Zucc. mô tả khoa học đầu tiên năm 1846.

## Hình ảnh

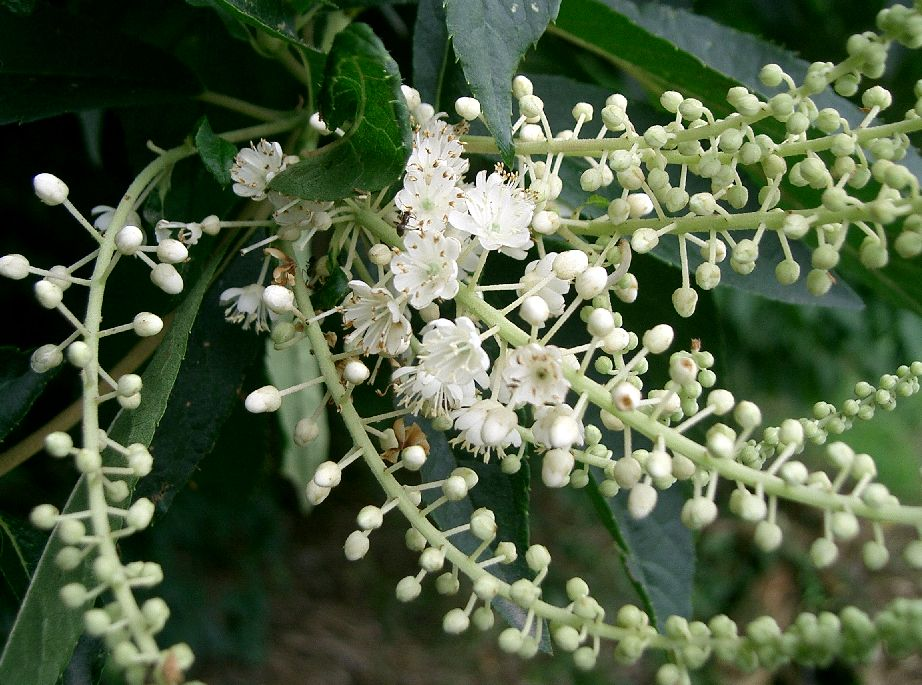
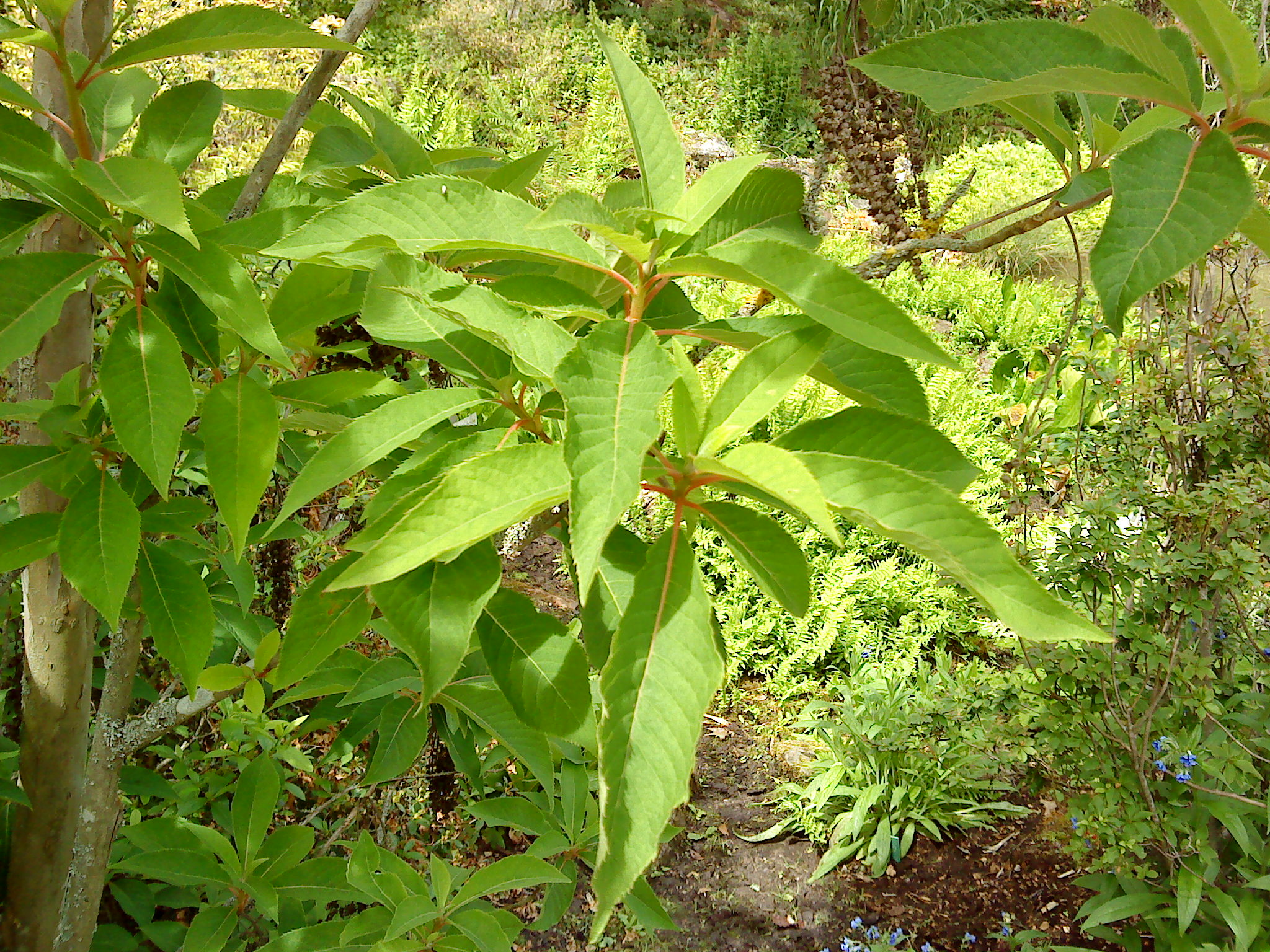
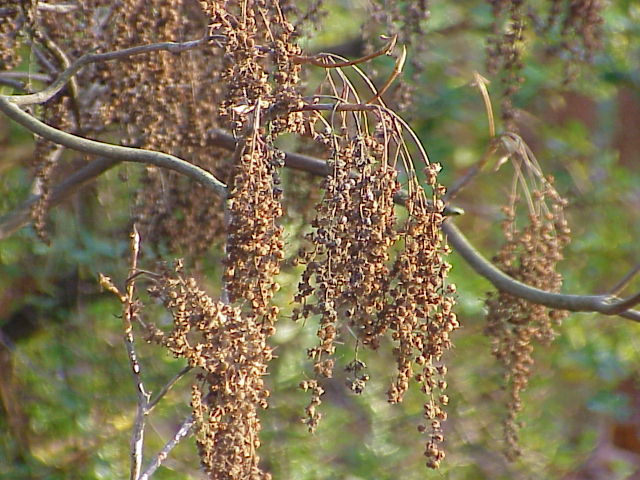
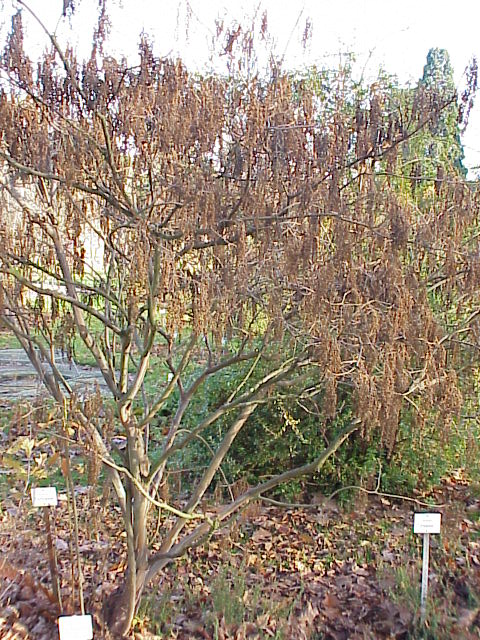